# Évora (stad)
Évora (IPA: [ˈɛvuɾɐ]) is een stad in het zuidoosten van Portugal, en is de hoofdstad van het gelijknamige district in de regio Alentejo. De stad telt zo'n 50.000 inwoners.

## Geschiedenis
De naam van de stad tijdens de Romeinse tijd was Ebora Cerelis en later Liberalitus Julia Ebora. In 414 werd Évora door de Visigoten op de Romeinen veroverd. In ca. 714 werd de stad veroverd door de moslims van Al-Andalus onder Musa ibn Nusayr, die het Yabura noemden. Tijdens een expeditie in 913 van Ordoño II van León, toen koning van Galicië, werd de moslimbevolking uitgemoord, inclusief de gouverneur in de moskee. In de 12e eeuw vormde de stad met Beja de taifa Beja en Évora tot aan de verovering van Almohaden uit Marokko in 1150. De Portugezen namen de stad in 1159 kortstondig in en verloren het in 1161 wederom aan de moslims. De Portugese krijgsheer Geraldo Geraldes "Zonder angst" nam de stad tijdens een verrassingsaanval in september 1165 in, waarna Évora in 1166 aan koning Afonso I kwam.

## Bezienswaardigheden
Het historische centrum van de stad is in 1986 opgenomen op de Werelderfgoedlijst van de UNESCO. Tot de bezienswaardigheden behoren:
- Een aquaduct van 18 km lang met een verloop van slechts 2 meter. Aangelegd in 1531 door Francisco de Arruda, waarschijnlijk op de resten van een ouder Romeins exemplaar.
- De Romeinse tempel van Évora, Templo de Diana, met Korinthische zuilen.
- De kathedraal van Évora, vroeg-gotisch, gebouwd van 1186 tot 1204.
- Het klooster van Lóios, Convento dos Lóios, uit de 14e eeuw.
- De São Francisco-kerk (met de kapel van de botten).
- De universiteit, voorheen een jezuïetenklooster, werd gebouwd in 1559 door de kardinaal Henrique, die toen ook bisschop van Évora was. Hij was sinds 1554 ook namens Sebastiaan van Portugal (1554-1578) regent van Portugal, en in 1578 diens opvolger als 17de koning van Portugal. Het klooster werd in 1979 heropend.
- Het paleis van Diana Álvares Pereira de Melo (1978), 11de hertogin Cadaval, en haar echtgenoot prins Charles-Philippe d'Orléans (1973), kleinzoon van Henri d'Orléans. Beiden zijn directe afstammelingen van Robert II van Frankrijk (972-1031). Hun eerste kind, prinses Isabella, werd op 22 februari 2012 geboren.

Ten zuidwesten van de stad ligt Anta Grande do Zambujeiro, een van de grootste hunebedden van het Iberisch Schiereiland.

## Economie
Op het lokale vliegveld van Évora (ICAO-code: LPEV) is een vliegschool gevestigd; Aeronautical Academy of Europe (AAE). Via deze school deden leerling-piloten van de in Nederland gevestigde opleiding Nationale Luchtvaart School (NLS) enige tijd het praktijkgedeelte van de opleiding. Tegenwoordig zijn er geen Nederlandse NLS-studenten meer in Évora gestationeerd.

## Kernen
De gemeente Évora bestaat uit de volgende freguesias:

Kernen van Évora

| - Bacelo - Canaviais - Horta das Figueiras - Malagueira - Nossa Senhora da Boa Fé - Nossa Senhora da Graça do Divor - Nossa Senhora da Tourega | - Nossa Senhora de Guadalupe - Nossa Senhora de Machede - Santo Antão - São Bento do Mato - São Mamede - São Manços | - São Miguel de Machede - São Sebastião da Giesteira - São Vicente do Pigeiro - Sé e São Pedro - Senhora da Saúde - Torre de Coelheiros |

## Bekende inwoners van Évora

### Geboren
- Isabella van Portugal (1397-1472), hertogin van Bourgondië, Brabant, Limburg en Luxemburg
- José Cutileiro (1934-2020); diplomaat en secretaris-generaal van de West-Europese Unie
- Inês Zuber (1980), sociologe en politica

### Overleden
- Diogo Dias Melgás (1638-1700), componist

## Galerij

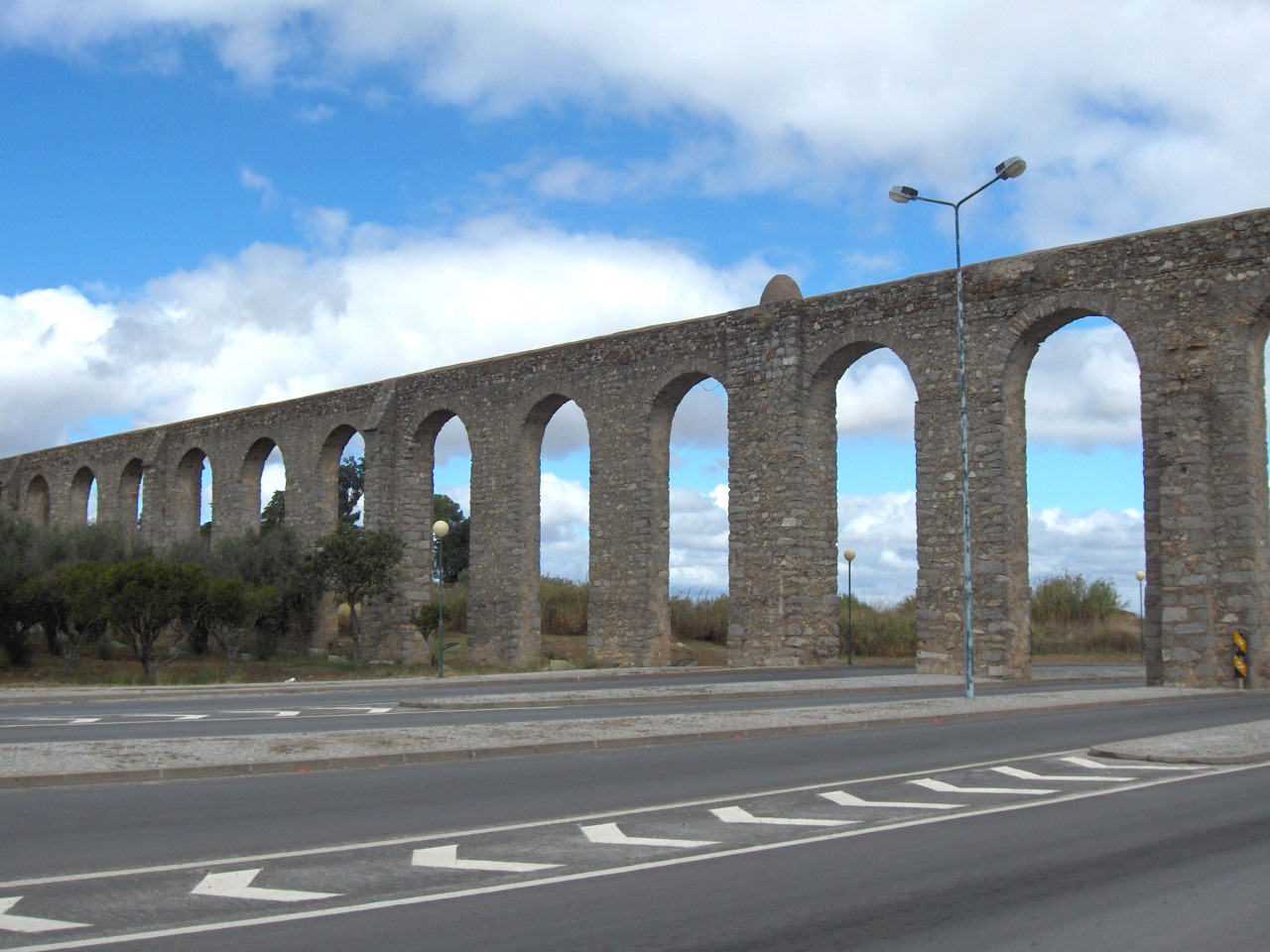
Aquaduct van Évora
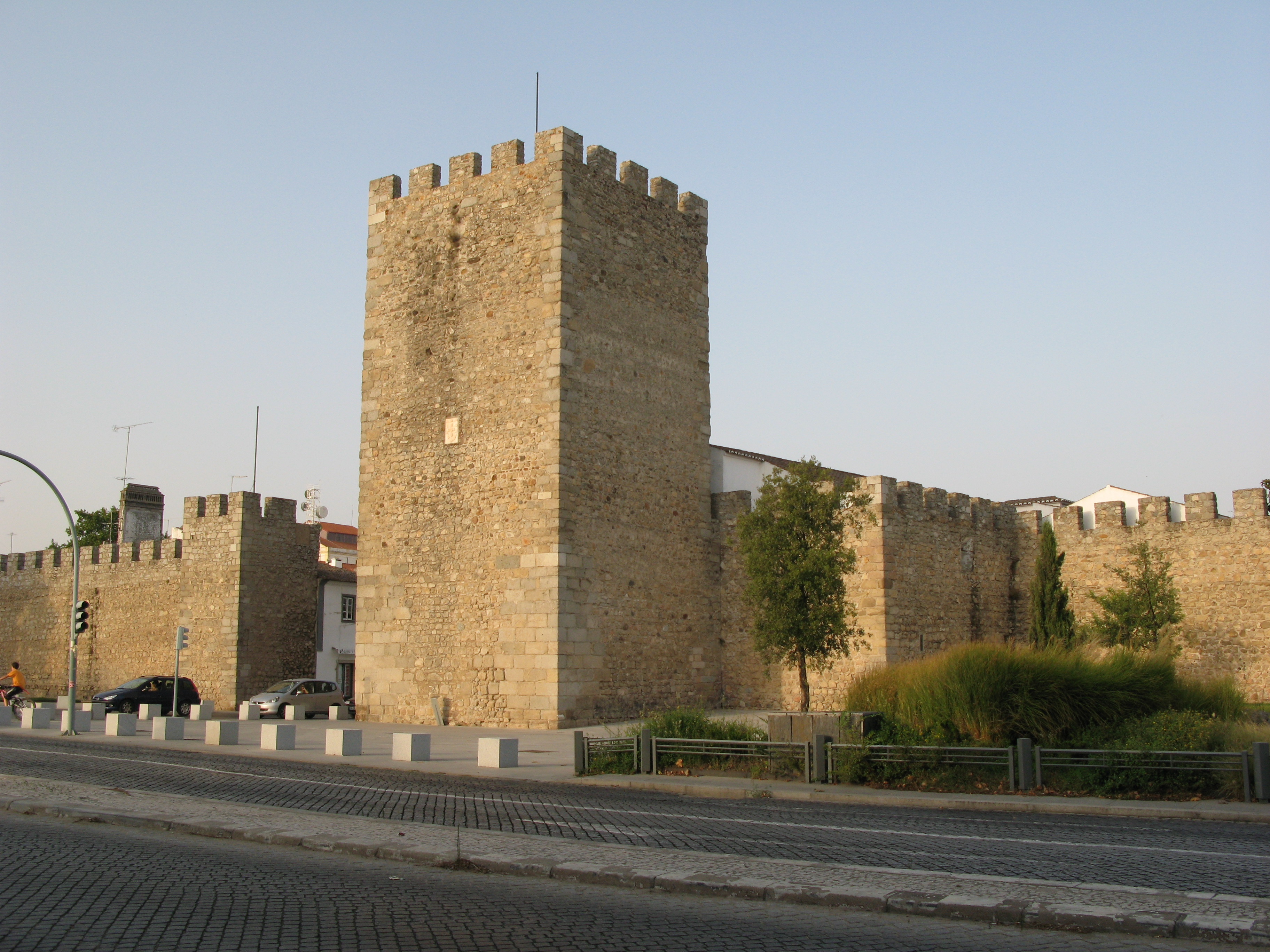
De stadsmuren
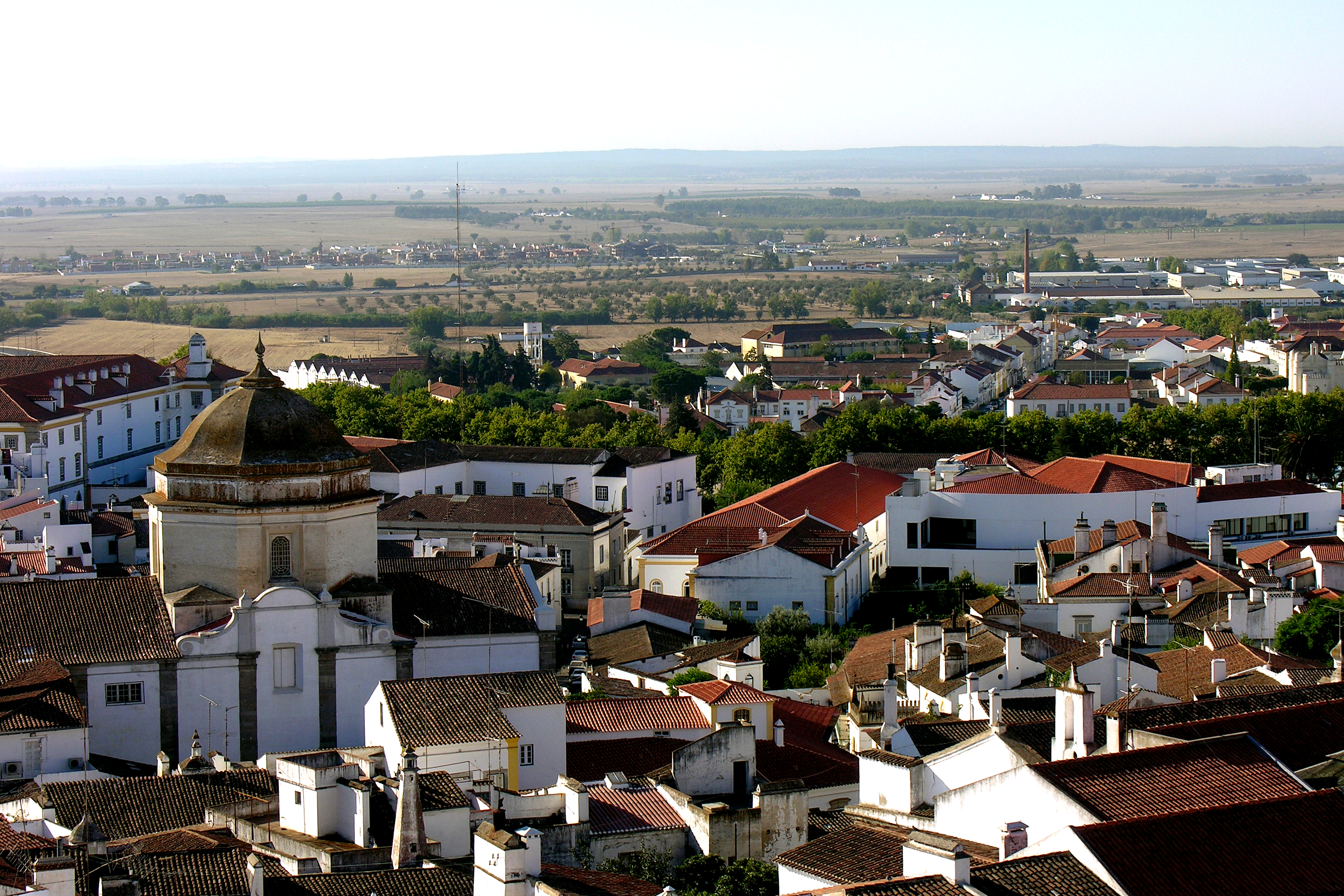
Évora gezien vanaf het dak van de kathedraal
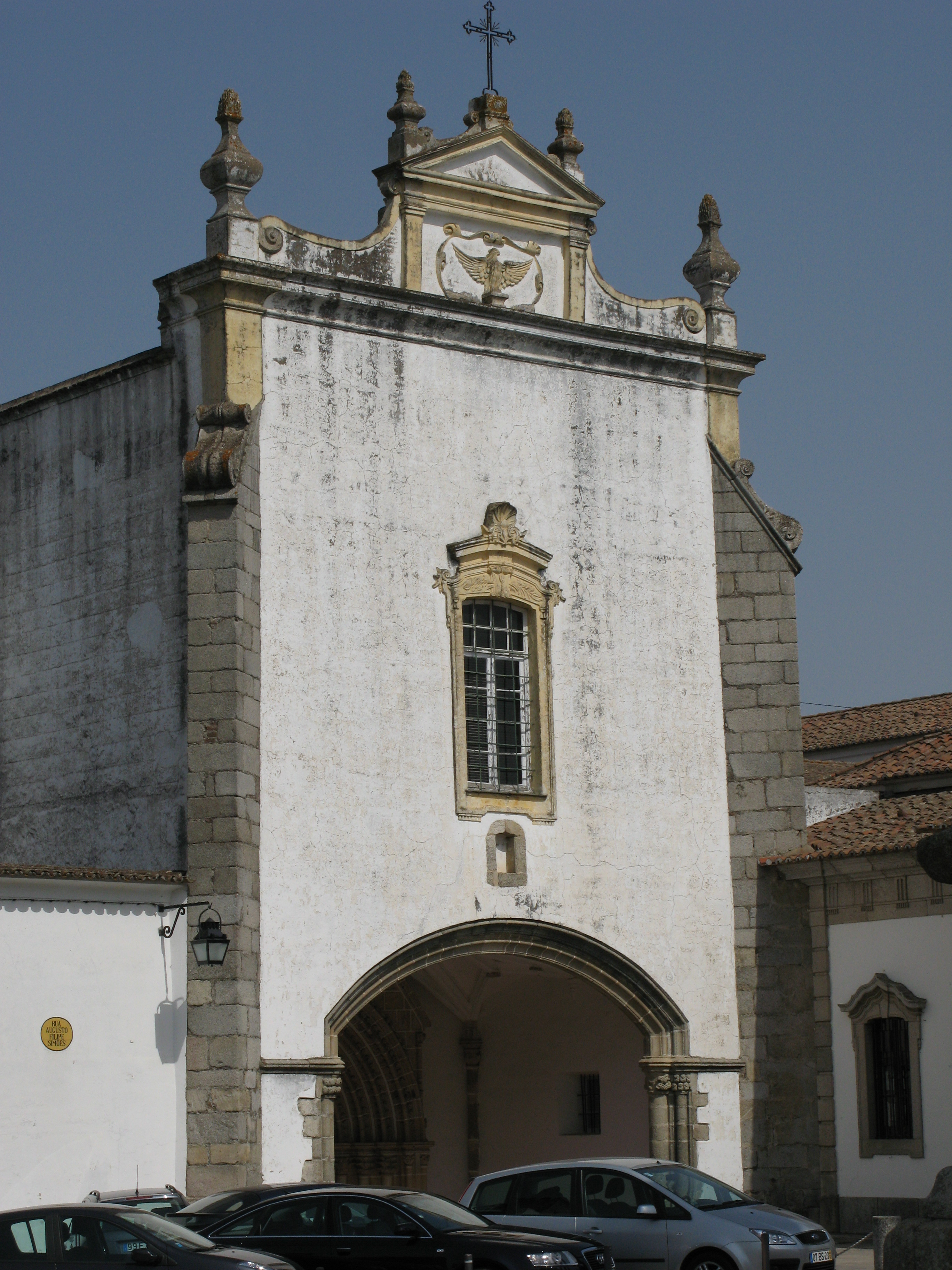
Convento dos Lóios, kerk in het klooster
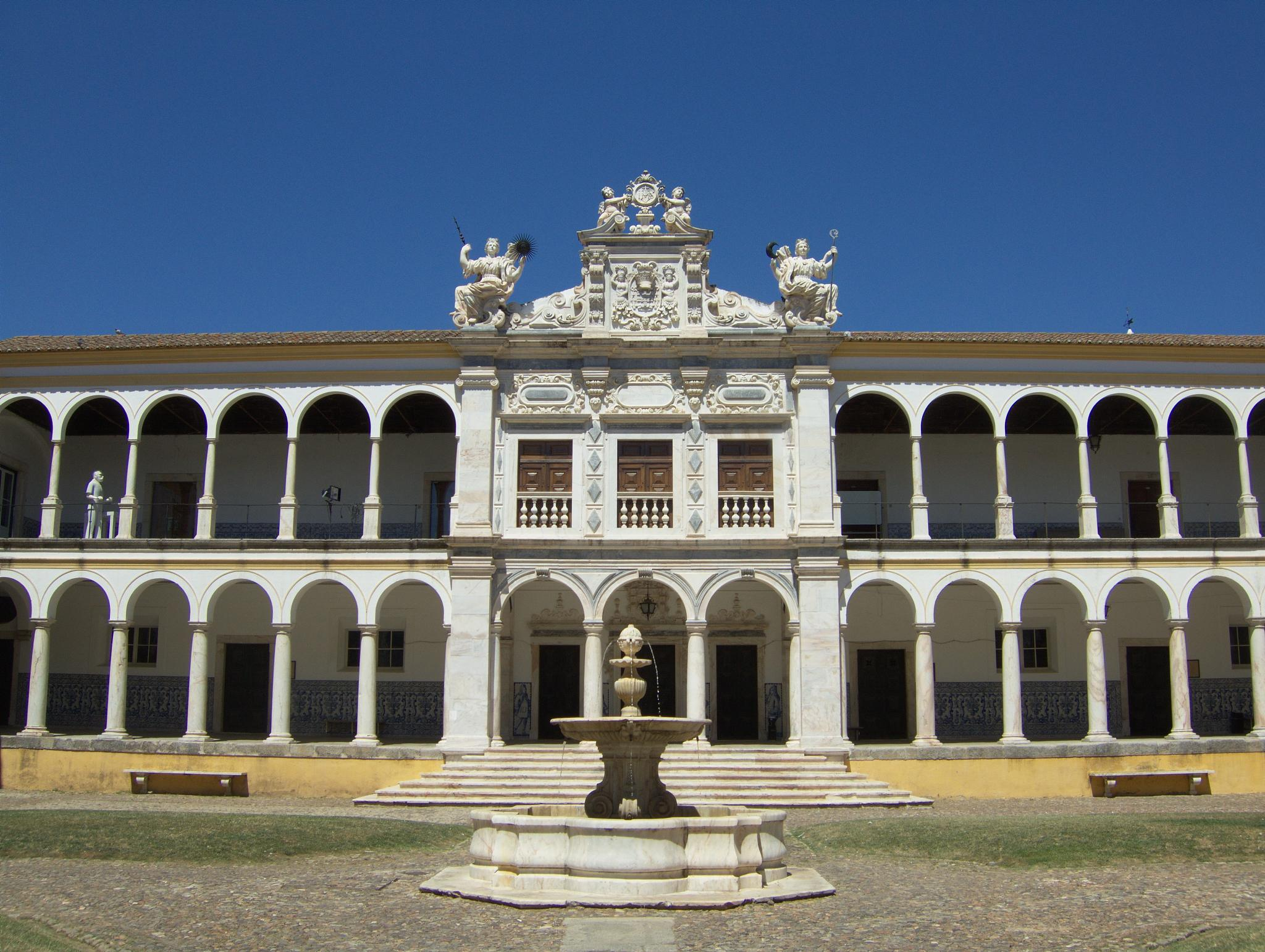
Universiteit van Évora
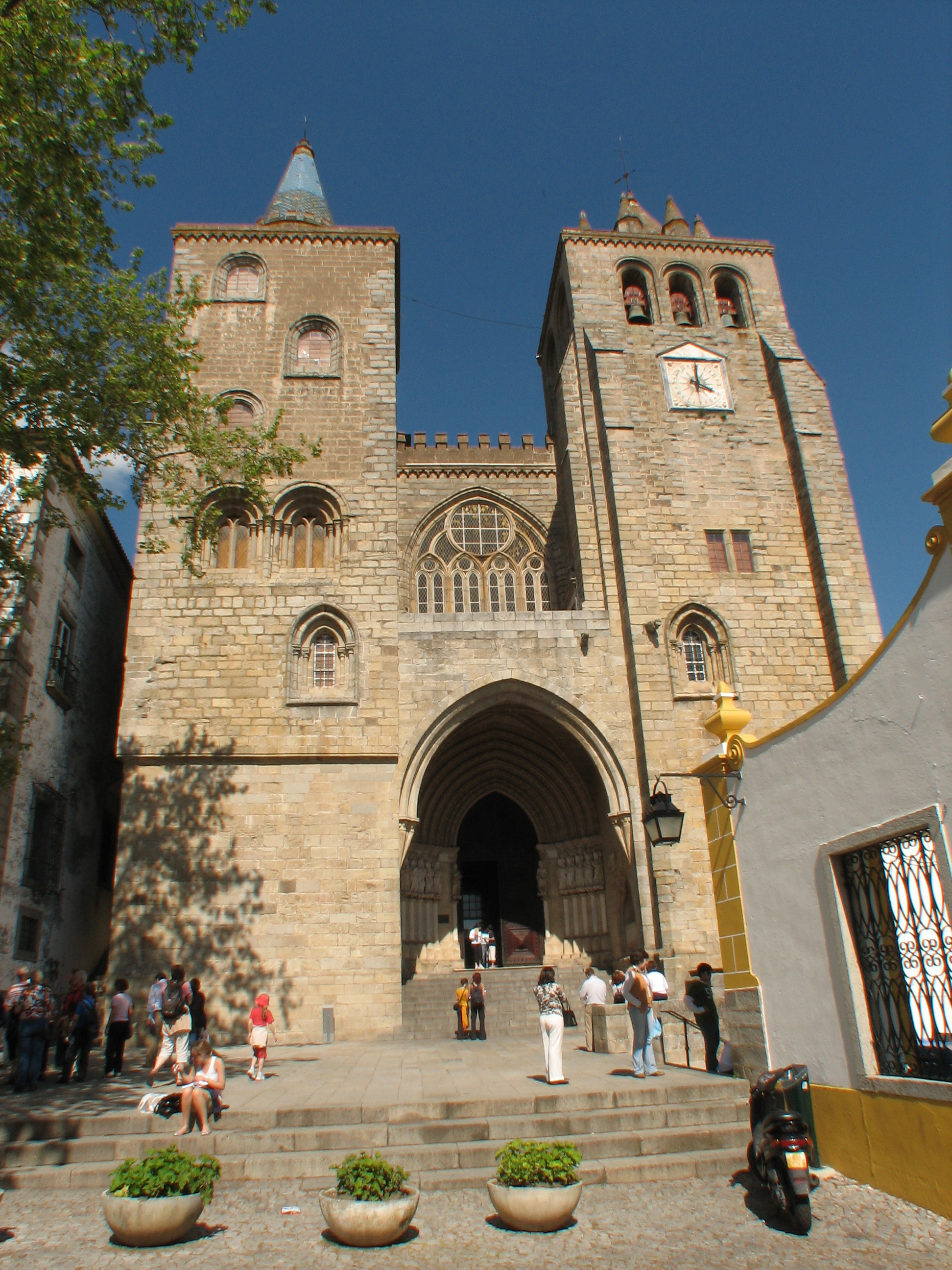
Kathedraal van Évora
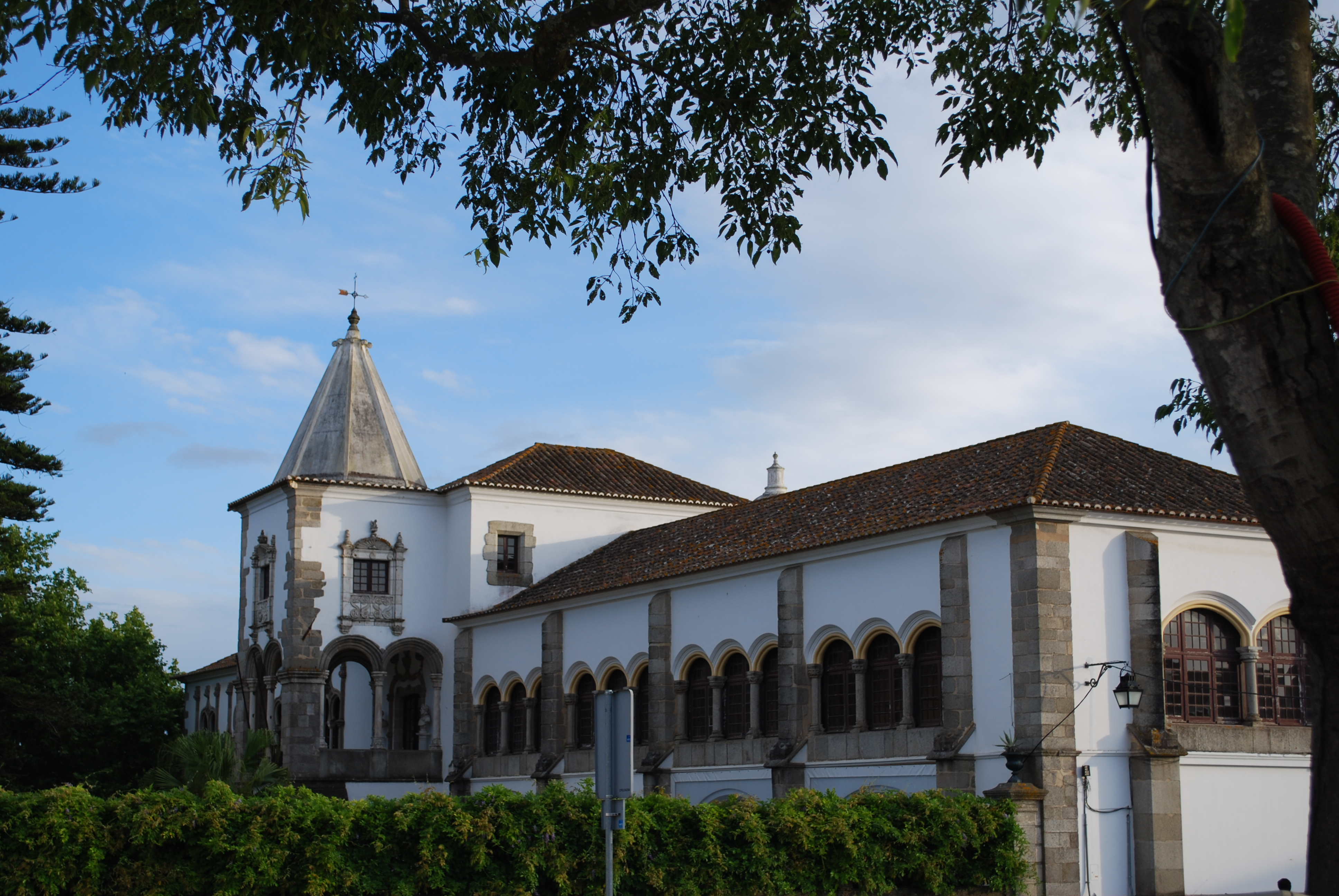
Paleis van Dom Manuel in Évora
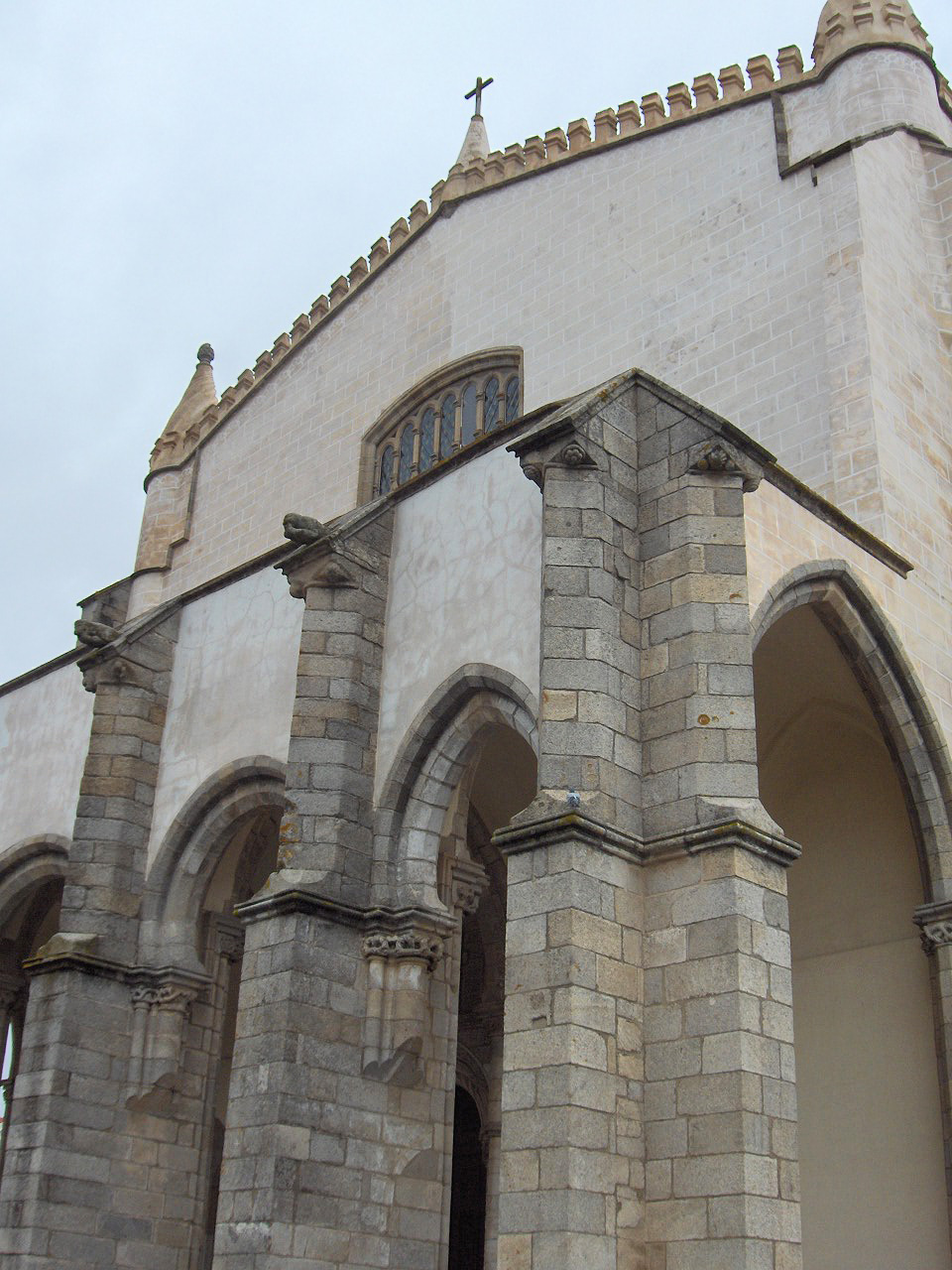
Façade van de Katholieke kerk São Francisco
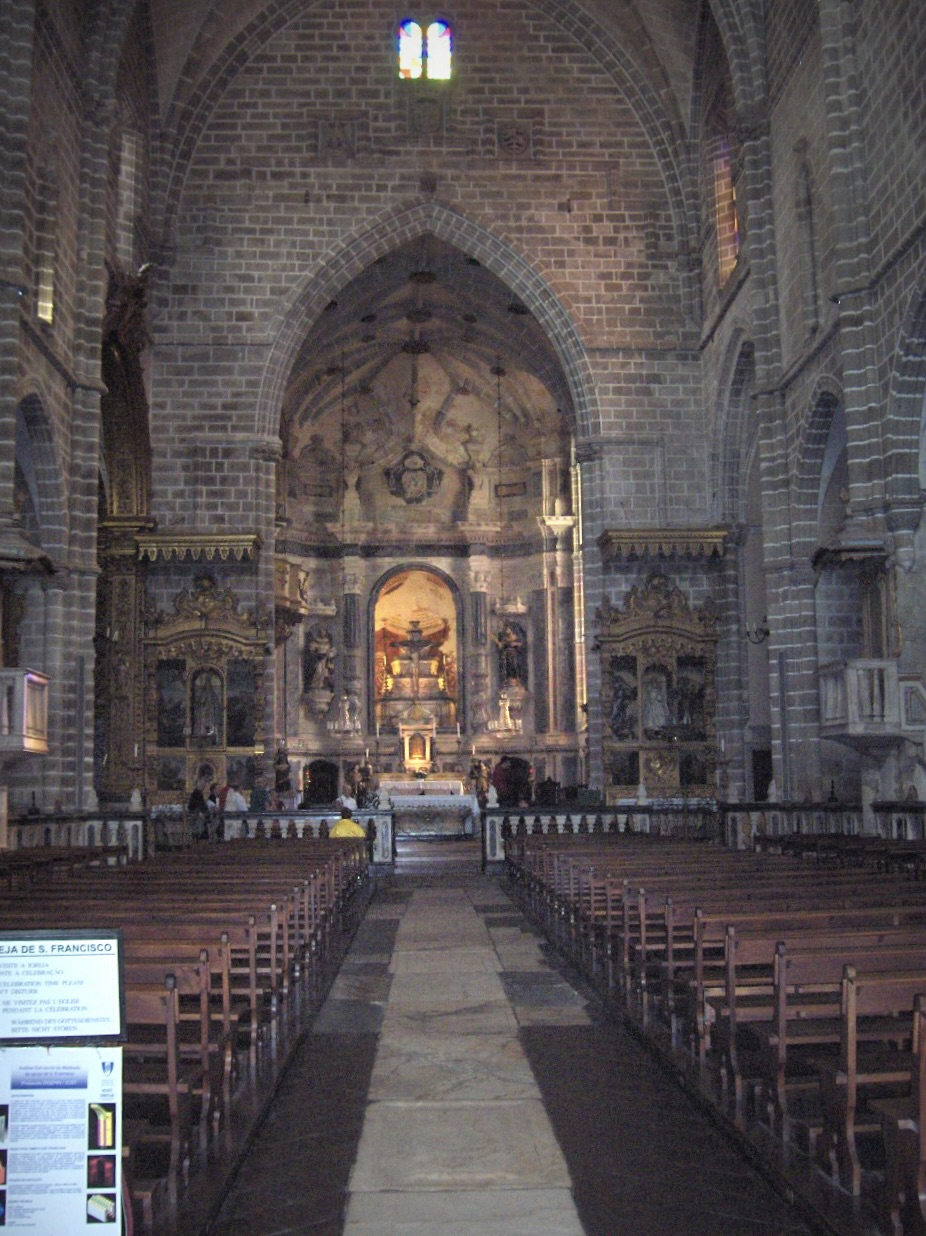
Het altaar in de Katholieke kerk São Francisco
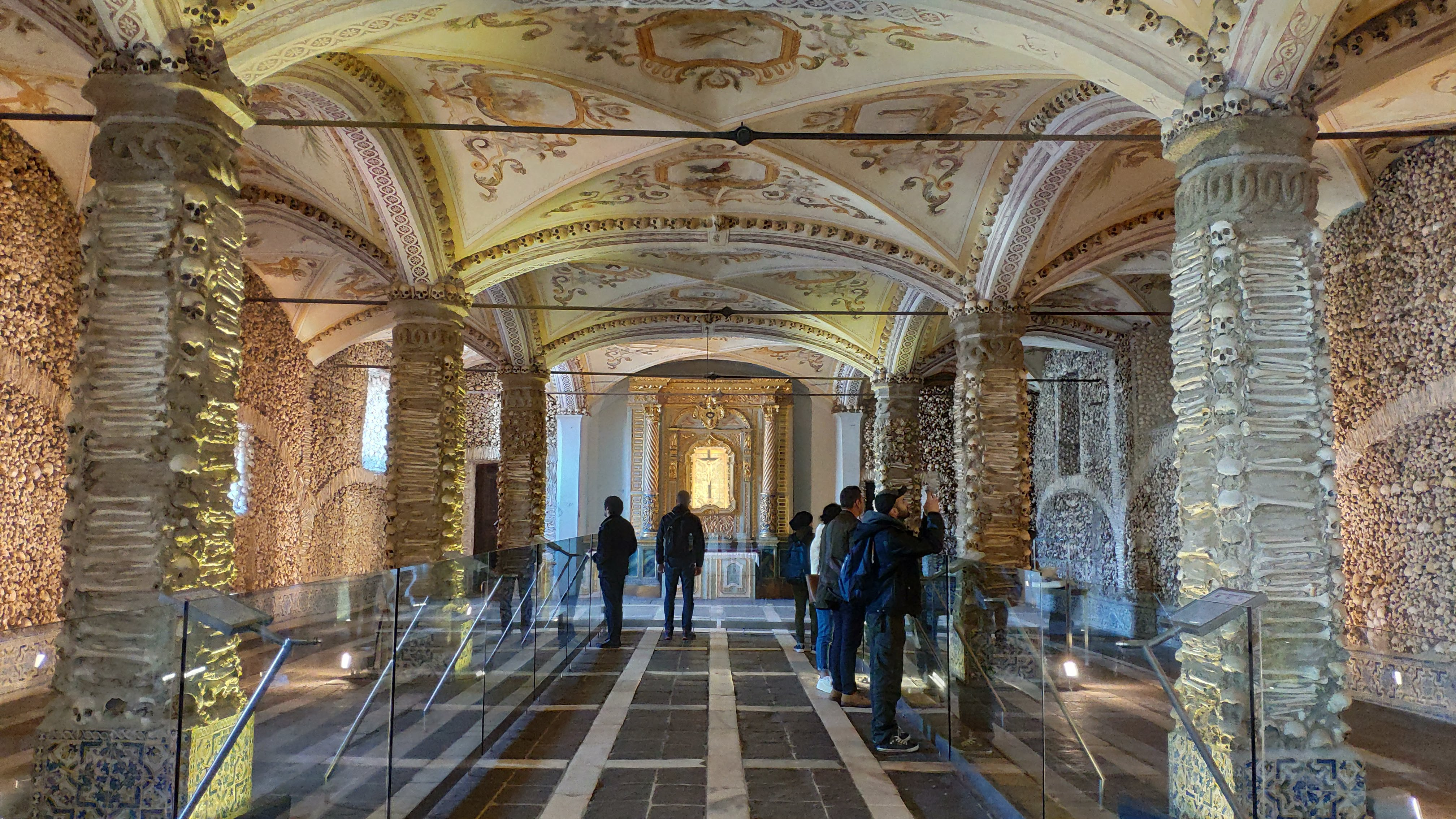
Capela dos Ossos, kapel van de botten